# Vecquée
La Vecquée (nom issu du mot évêque) est une ancienne voie gauloise, devenue chaussée romaine. D'une longueur actuellement d'environ 24,5 kilomètres, elle traverse les territoires des communes ardennaises de Stoumont, Theux, Spa, Stavelot, Jalhay et Malmedy, dans le sud-est de la province de Liège et atteint ensuite la Baraque Michel, l'un des sommets de la Haute-Ardenne, en empruntant les crêtes entre le Wayai et l'Amblève puis le Roannay, puis celle entre la Hoëgne et l'Eau rouge. Voie principale entre Liège et les pays voisins au sud-est sous l'ancien régime, elle est progressivement délaissée et abandonnée aux trafics fin du XVIIIe siècle à la suite de la construction de la route Theux-Spa-Francorchamp. 
La Vecquée débute aux environs de Bronromme et de la Fange de Pansîre, à partir du col de la Vecquée (la course cycliste Liège-Bastogne-Liège emprunte régulièrement ce col, ou le col du Rosier plus à l'Est) situé sur la route nationale 606 (nl). Elle suit alors vers l'Est la crête entre le Wayai et l'Amblève, qui limite par ailleurs les territoires des communes de Theux et Stoumont. Elle longe la fagne James, passe ensuite le col du Rosier à proximité de Bérinzenne, et traverse la fagne de Malchamps qui surplombe Spa jusqu'au passage de la route nationale 62. Elle croise l'autoroute A27 à Baronheid, puis commence son parcours sur le haut-plateau des Fagnes à Hockai, après avoir traversé l'ancienne voie de chemin de fer Spa - Stavelot, où elle se termine à la baraque Michel sur la route nationale 68.
La Vecquée aura également croisé en fagne de Malchamps une autre voie célèbre, le sentier de grande randonnée 5, reliant Rotterdam à Nice.
De Hockai, une autre voie connue sous le nom de "Voie du Fer", menait vers l'est par le sud du plateau jusque Sourbrodt.

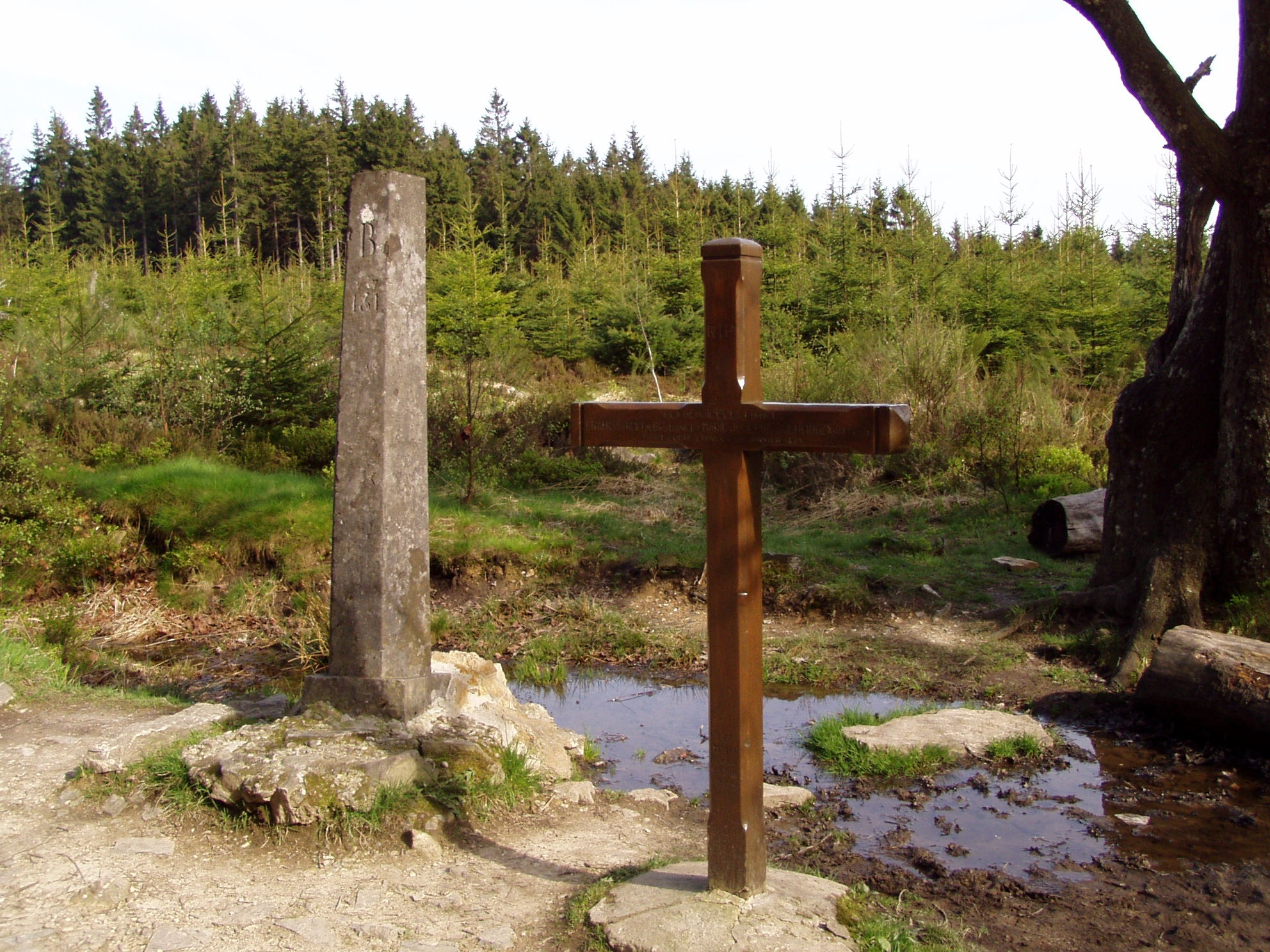
La croix des Fiancés et une ancienne borne frontière Prusse-Belgique, situés sur la Vecquée

Au Moyen Âge, cette voie importante, qui en rejoignait une autre (la Via Mansuerisca) près de la Baraque Michel, était empruntée par les princes-évêques qui se rendaient aux abbayes de Stavelot et de Malmedy. Aux environs de la Baraque Michel se situait en effet sous l'Ancien Régime la frontière entre les Etats des principautés de Liège, Limbourg, Luxembourg, Stavelot-Malmedy et Juliers. La Vecquée fut aussi en son tracé fagnard frontière entre le Royaume des Pays-Bas puis la Belgique et la Prusse entre 1815 et 1920, soit jusqu'au traité de Versailles.
Elle a été tracée sur un haut plateau situé à un peu plus de 500 mètres d'altitude. Elle est bordée d'une végétation composée de landes tourbeuses, semblables à celles qui poussent dans les Hautes Fagnes. On peut également y trouver des myrtilles, des airelles et des canneberges.

## Vers l'Ouest
La Vecquée se termine pratiquement où débute de nos jours la voie de la Porallée, à Ville-au-Bois, et la prolonge en direction de Remouchamps et Aywaille.
Historiquement, la "Voie de l'Évêque" continuait vers le Nord-Ouest jusque Liège et sa Principauté-Évêché, en passant par la Croix Wathy à Bronromme, Vertbuisson, Hautregard, Deigné, Beaufays, et Chênée
.